# Jet ski na Igrzyskach Azjatyckich 2018
Jet ski na Igrzyskach Azjatyckich 2018 – jedna z dyscyplin rozgrywana podczas igrzysk azjatyckich w Dżakarcie i Palembangu. Zawody odbyły w dniach 23 – 26 sierpnia na plaży Ancol w stolicy Indonezji. Do rywalizacji w czterech konkurencjach przystąpiło 36 zawodników z 9 państw. Została po raz pierwszy rozegrana w igrzyskach azjatyckich.

## Uczestnicy
W zawodach wzięło udział 36 zawodników z 9 państw.
| Reprezentacja                | Liczba zawodników |
| ---------------------------- | ----------------- |
| Arabia Saudyjska             | 3                 |
| Chiny                        | 2                 |
| Filipiny                     | 2                 |
| Indonezja                    | 3                 |
| Kambodża                     | 2                 |
| Korea Południowa             | 6                 |
| Malezja                      | 2                 |
| Tajlandia                    | 8                 |
| Zjednoczone Emiraty Arabskie | 8                 |
| 9 reprezentacji              | 36                |

## Medaliści
| Konkurencja             | Złoto            | Srebro               | Brąz                |       |
| ----------------------- | ---------------- | -------------------- | ------------------- | ----- |
| Runabout 1100 Stock     | Attapon Kunsa    | Phadit Buree         | Saly Ou Moeut       | [ 3 ] |
| Ski Modified            | Saly Ou Moeut    | Kasidit Teeraprateep | Nuttakorn Pupakdee  | [ 4 ] |
| Runabout Limited        | Ali Allanjawi    | Aero Sutan Aswar     | Aqsa Sutan Aswar    | [ 5 ] |
| Endurance Runabout Open | Aqsa Sutan Aswar | Ali Allanjawi        | Suphathat Footrakul | [ 6 ] |

## Tabela medalowa
| Pozycja | Reprezentacja                | Złoto | Srebro | Brąz | Razem |
| ------- | ---------------------------- | ----- | ------ | ---- | ----- |
| 1.      | Tajlandia                    | 1     | 2      | 2    | 5     |
| 2.      | Indonezja                    | 1     | 1      | 1    | 3     |
| 3.      | Zjednoczone Emiraty Arabskie | 1     | 1      | 0    | 2     |
| 4.      | Kambodża                     | 1     | 0      | 1    | 2     |
| Razem   | Razem                        | 4     | 4      | 4    | 12    |